# 田村亮一座
田村亮一座（たむらりょういちざ）は、2007年に結成された日本の劇団。ロンドンブーツ1号2号の田村亮が座長を務める。

## 概要
ロンドンブーツ1号2号として多くのレギュラー番組を持つなど売れっ子芸人となった一方で、舞台出演の機会を失くし、「生の反応や、皆で一つのものを作り上げるという感覚を失いつつあった」と感じていた田村亮が設立した劇団である。鈴木おさむに脚本・演出を依頼し、2007年12月によしもと芸人出演による公演『噂のホスピタル〜太陽のコマチ、エンジェル〜』を行った。
2012年の公演『大きなグミの木の下で』より、それまでの鈴木おさむ作・演出を離れる。田村は「自分が40歳になったこともあり、新たな変革を試みた」、「演技でしっかり観客を引き込めるように、亮一座でできることを増やしたい」と語っている。
2014年、「実験公演」と名乗り、初の田村による脚本・演出の『ぶちかまし太郎、走って逃げる。』を上演した。
芸人以外にも、俳優や女優等もゲストとして出演している。
2015年6月には新進気鋭の演劇ユニット東京サムライガンズとコラボレーションする。
これを機に、2015年11月の公演では、木下半太率いる劇団渋谷ニコルソンズとコラボ公演を行う。

## 座員
- 田村亮（ロンドンブーツ1号2号）
- マンボウやしろ
- 金成公信（ギンナナ）
- 入江慎也（カラテカ）
- パンチ浜崎（ザ・パンチ）

## 過去に出演した座員
- サバンナ
- Bコース
- 黒沢かずこ（森三中）
- 村上知子（森三中）
- 三瓶
- 菊池大助（ノンスモーキン）
- 辻修（動物電気）
- 林克治（元カリカ ）
- 椿鬼奴
- もう中学生
- 小川菜摘

## 過去にコラボした劇団
- 東京サムライガンズ
- 渋谷ニコルソンズ

## 公演
田村亮一座立ち上げ公演『噂のホスピタル〜太陽のコマチ、エンジェル〜』
作・演出: 鈴木おさむ
日程・会場: 2007年11月30日-12月1日・ラフォーレミュージアム原宿
スペシャルゲスト: 川田広樹（ガレッジセール）
新宿7キャンプシアター〜2008夏 田村亮一座『噂のホスピタル〜太陽のコマチ、エンジェル〜』
日程・会場: 2008年7月17日-8月28日・新宿区大久保公園特設テント
スペシャルゲスト: ロバート
田村亮一座セカンド公演『I Love you, SAYONARA』
作・演出:  鈴木おさむ
日程・会場: 2008年11月28日-29日・時事通信ホール
スペシャルゲスト: バッファロー吾郎
よる芝居12月公演 田村亮一座『I Love you, SAYONARA』
日程・会場: 2009年12月4日・京橋花月
スペシャルゲスト: バッファロー吾郎
田村亮一座『とりあえずジントニック』
作・演出:  鈴木おさむ
日程・会場: 2010年1月29日-2010年1月30日・シアターサンモール
スペシャルゲスト: タカアンドトシ
田村亮一座『大きなグミの木の下で』
作・演出: 井上晃一
日程・会場: 2012年9月20日-23日・俳優座劇場
ゲスト: 山崎樹範（金成公信とのWキャスト）、魚谷佳苗・宮本りえ（Wキャスト）
スペシャルゲスト: チュートリアル
田村亮一座〜名刺公演〜『シェアハウスとYシャツと私』
脚本: 藤谷弥生 演出:  井上晃一
日程・会場: 2013年5月23日-24日・神保町花月
田村亮一座本公演『シンドロームで逢いましょう』
作・演出: 藤谷弥生
監修:  井上晃一
日程・会場: 2013年11月8日-10日・エコー劇場
ゲスト: 陣内智則、小川菜摘
スペシャルゲスト: 一色紗英
田村亮一座実験公演『ぶちかまし太郎、走って逃げる。』
作・演出: 田村亮
日程・会場: 2014年5月22日-24日・神保町花月
ゲスト: NARU
田村亮一座実験公演『星の王子、商店街に行く！』
脚本: 田村亮　演出：藤谷弥生
日程・会場: 2014年12月5日-6日・神保町花月
よしもと神保町花月特別公演　FIRST-CONTACT 田村亮一座✖️東京サムライガンズ『TENSAI』
演出・脚本: 加藤隼平　
日程・会場: 2015年6月4日-6日・神保町花月
田村亮一座✖️木下半太主宰劇団・渋谷ニコルソンズ『極楽プリズン』
演出・脚本: 木下半太　
日程・会場: 2015年11月6日-8日・恵比寿・エコー劇場2016年8月20日・高槻市現代劇場　
出演・ロンドンブーツ1号2号・田村亮 / 水崎綾女 / マンボウやしろ / ギンナナ金成 / カラテカ入江 / ザ・パンチ・パンチ浜崎 /  立山誉 / 西郷豊 / 保土田充/マジシャン亜空亜shin(8月20日のみ)

## エピソード
- 旗揚げ公演『噂のホスピタル〜太陽のコマチ、エンジェル〜』の設定は病院であった。公演のタイトルは、田村が大ファンであるB'zの楽曲に由来する[1]。
- 『とりあえずジントニック』で、タカアンドトシは芝居の舞台に出演するのは4年ぶりだった[4]。タカアンドトシが出演した際、それぞれ夢を追って上京してきた設定で実際の2人の関係性を彷彿させる役柄であった。更に、北海道時代の同期であるBコースと本音でバトルする演出があった。
- 田村亮一座の作風は芝居の中にアドリブ芝居が入り交じる新感覚の喜劇である。
- 『大きなグミの木の下で』では、チュートリアルが幼なじみ役でコンビのイメージに近い役であった[5]。この公演から、山崎樹範など、芸人以外の出演者が出るようになった。
- マンボウやしろは毎回、女形で出演している。
- 『シンドロームで逢いましょう』に出演した一色紗英は、およそ9年ぶりの舞台出演となった[6]。
- 渋谷ニコルソンズ主宰・木下半太が脚本・演出を手がけるこの『極楽プリズン』は、これまで何度も同劇団で演じられてきた。
- 木下半太と田村亮はプライベートで飲みに行く仲。
- 11月公演、『極楽プリズン』でヒロインを演じる、水崎綾女は、ロンドンハーツの番組内で行われた、パンサー尾形のどっきり企画で仕掛け人として出演していた。